# Liste der Gefäßpflanzen Deutschlands/V
- Veilchen, Bastard-Wald- (Viola × bavarica (Viola reichenbachiana × Viola riviniana)) - Familie: Violaceae
- Veilchen, Blaues (Viola suavis) - Familie: Violaceae
- Veilchen, Graben- (Viola persicifolia) - Familie: Violaceae
- Veilchen, Hain- (Viola riviniana) - Familie:Violaceae
- Veilchen, Hohes (Viola elatior) - Familie: Violaceae
- Veilchen, Hügel- (Viola collina) - Familie: Violaceae
- Veilchen, Hunds- (Viola canina) - Familie:Violaceae
- Veilchen, Moor- (Viola uliginosa) - Familie: Violaceae
- Veilchen, Niedriges (Viola pumila) - Familie: Violaceae
- Veilchen, Pyrenäen- (Viola pyrenaica) - Familie: Violaceae
- Veilchen, Rauhaariges (Viola hirta) - Familie: Violaceae
- Veilchen, Sand- (Viola rupestris) - Familie: Violaceae
- Veilchen, Sumpf- (Viola palustris) - Familie: Violaceae
- Veilchen, Torf- (Viola epipsila) - Familie: Violaceae
- Veilchen, Wald- (Viola reichenbachiana) - Familie:Violaceae
- Veilchen, Weißes (Viola alba) - Familie: Violaceae
- Veilchen, Wohlriechendes (Viola odorata) - Familie: Violaceae
- Veilchen, Wunder- (Viola mirabilis) - Familie: Violaceae
- Veilchen, Zweiblütiges (Viola biflora) - Familie: Violaceae
- Venuskamm (Scandix pecten-veneris) - Familie: Apiaceae
- Vergissmeinnicht, Acker- (Myosotis arvensis) - Familie: Boraginaceae
- Vergissmeinnicht, Alpen- (Myosotis alpestris) - Familie:Boraginaceae
- Vergissmeinnicht, Bodensee- (Myosotis rehsteineri) - Familie:Boraginaceae
- Vergissmeinnicht, Buntes (Myosotis discolor) - Familie: Boraginaceae
- Vergissmeinnicht, Hain- (Myosotis nemorosa) - Familie:Boraginaceae
- Vergissmeinnicht, Hügel- (Myosotis ramosissima) - Familie: Boraginaceae
- Vergissmeinnicht, Niederliegendes (Myosotis decumbens) - Familie:Boraginaceae
- Vergissmeinnicht, Rasen- (Myosotis laxa) - Familie:Boraginaceae
- Vergissmeinnicht, Sand- (Myosotis stricta) - Familie: Boraginaceae
- Vergissmeinnicht, Sumpf- (Myosotis scorpioides) - Familie:Boraginaceae
- Vergissmeinnicht, Wald- (Myosotis sylvatica) - Familie:Boraginaceae
- Vergissmeinnicht, Zerstreutblütiges (Myosotis sparsiflora) - Familie: Boraginaceae
- Vogelbeere (Sorbus aucuparia) - Familie: Rosaceae
- Vogelfuß, Kleiner (Ornithopus perpusillus) - Familie: Fabaceae
- Vogelmiere, Bleiche (Stellaria pallida) - Familie:Caryophyllaceae
- Vogelmiere, Gewöhnliche (Stellaria media) - Familie:Caryophyllaceae
- Vogelmiere, Großblütige (Stellaria neglecta) - Familie:Caryophyllaceae
- Vogel-Nestwurz (Neottia nidus-avis) - Familie: Orchidaceae